# Françoise de Bourbon-Vendôme
Françoise de Bourbon-Vendôme (1539 – 17 mei 1587) was door huwelijk hertogin van Bouillon en prinses van Sedan.

## Leven
Françoise was de dochter van Louis III de Bourbon-Vendôme, hertog van Montpensier, en Jacqueline de Longwy. In mei 1559 trouwde ze in het Louvre met Henri-Robert de La Marck. Ze kregen zeven kinderen, van wie er slechts twee volwassen werden, zij het niet voor lang.
Vanwege het bloedbad van Wassy bekeerden Françoise en haar echtgenoot zich in 1562 tot het protestantisme. Hierdoor verloor Henri-Robert zijn positie bij de koninklijke lijfwacht Cent-Suisses. Na zijn dood in 1574 nam Françoise de Bourbon het regentschap waar voor haar zoon Guillaume-Robert. In 1579 richtte ze het Collège de Sedan op, dat later de Académie de Sedan werd. Haar zoon werd op 7 november 1584 meerderjarig en nam vanaf dan het bestuur in handen. 
Ze stierf in 1587 en werd begraven in het familiegraf in de Saint-Laurentkerk van Sedan.

## Familie
Uit haar huwelijk met Henri-Robert de La Marck, (1539-1574) kreeg Françoise de Bourbon de volgende kinderen:
- Françoise (*/† 1561)
- Françoise (*/† 1562)
- Guillaume-Robert de La Marck (1563-1588), hertog van Bouillon en prins van Sedan
- Jean (1565-1587), graaf de La Marck
- Françoise (*/† 1567)
- Henri-Robert (geboren 24 november 1571, jonggestorven)
- Charlotte de La Marck (1574-1594), hertogin van Bouillon en prinses van Sedan

Haar zus Charlotte was vanaf 1565 abdis, maar ontvluchtte de abdij en trouwde in 1575 met Willem van Oranje. Hun dochter Elisabeth trouwde in 1595 met Henri de La Tour d'Auvergne, de weduwnaar van Françoises dochter Charlotte.